# Heinz-Werner Stuiber
Heinz-Werner Stuiber (* 17. November 1940 in Mies im Sudetenland; † 23. Juni 2019) war ein deutscher Kommunikationswissenschaftler, der von 1985 bis 2006 an der Ludwig-Maximilians-Universität München lehrte.
Seine frühe Kindheit war durch den Verlust des Vaters 1943 und die Vertreibung 1945 nach Franken geprägt; ab dem elften Lebensjahr besuchte er das Internat Aufseesianum in Bamberg, wo er 1961 das Abitur ablegte.
Anschließend studierte Stuiber ab 1961 Betriebswirtschaft, Soziologie sowie Politik- und Kommunikationswissenschaft an der Universität Erlangen-Nürnberg. Er absolvierte 1963 ein Austauschpraktikum in Istanbul. Nach dem Diplomabschluss 1968 arbeitete er als wissenschaftliche Hilfskraft und Assistent am Institut für Politik- und Kommunikationswissenschaft und promovierte 1975 bei Franz Ronneberger zum Dr. rer. pol. mit einer Studie über Kommunikationsräume der lokal informierenden Tagespresse.
In den frühen 1980er-Jahren vertrat er Professuren in Nürnberg und Bamberg, ehe er am 1. April 1985 den Lehrstuhl für Kommunikationswissenschaft an der LMU München übernahm. Dort fungierte er als Vorsitzender des Prüfungsausschusses im Diplomstudiengang Journalistik, baute die Kooperation mit der Deutschen Journalistenschule aus und leitete das Praxisreferat, das Studierenden Praktika in Medienbetrieben vermittelte.
Sein wissenschaftliches Verständnis prägte er als Soziologie der Massenkommunikation, beeinflusst durch die sozialwissenschaftliche Wende unter seinem Doktorvater Ronneberger. Mit seiner Hauptpublikation Medien in Deutschland II: Rundfunk (1997) positionierte er sich eindeutig für einen privatwirtschaftlich-kommerziellen Rundfunk und wandte sich gegen staatliche Regulierungssysteme.
Als 2003 der Diplomstudiengang Journalismus zum Magister umgestaltet wurde, kritisierte er die Reform und übernahm stattdessen den Vorsitz im neugeschaffenen Bachelor-Studiengang Kommunikationswissenschaft. Gemäß Michael Meyen war Stuiber „bekennender Nicht-Journalist“.  Ende Februar 2006 trat er in den Ruhestand. Über seinen Ruhestand hinaus blieb Stuiber  in den fachlichen Debatten präsent und beeinflusste nachhaltig die Ausbildung von Journalisten. Sein Tod im Juni 2019 wurde mit Nachrufen an der LMU gewürdigt; seine Arbeiten gelten weiterhin als Fundament für die Auslegung von Massenkommunikationsforschung und Rundfunkpolitik in Deutschland.